# Izanami
Izanami (ja. Yomotsuhirasaka što vjerojatno znači majka svijeta) je u šintoističkoj, japanskoj mitologiji božica stvaranja i božica smrti koja je, zajedno sa svojim mužem, bogom Izanagijom, stvarala svijet. Druga imena za božicu Izanami su Izana-mi, Izanami-no-mikoto i Izanami-no-kami.
Na početku, svijet je bio podijeljen na Nebo (Takamagahara) i Zemlju koja je u to doba ličila na kaotičnu masu poput kapi ulja na vodi. Bogovi su dali zadatak Izanami i Izanagi da nastane Zemlju.
Stojeći na visećem mostu prema nebu, Izangi je pored svoje sestre Izanami  dugačkim kopljem miješao more. Sol se počeka kristalizirati na vrhu koplja i padala je ocean stvarajući otoke. Prvo je nastao Onogoro-shima i tamo su Izanami i Izanagi odlučili napraviti kuću i vjenčati se. U ceremoniji vjenčanja, njih dvoje kružeći oko stupa se pogledava i Izanami izrazi kompliment Izangiju kako je lijep. Time je uvrijedila bogove i navukla kletvu na sebe jer je progovorila prije muškarca.
Prvo njihovo dijete je bio Hiruko (Ebisu), zbog kletve rođen ružan,  bez kostiju. Drugo dijete, Awashima, je također bilo nakazan. Stavili su ih u košare od šaša i pustili na pučinu. Kasnije je Hiroko postao božanstvo (kami, bog), zaštitnik ribara i jedan od 7 božanstva sreće dok je Awashima postao bog vatre, vulkana i potresa.
Par je nastavio rađati djecu, božanstva, srećom više nisu bili nakazni, i stvarati otoke uključujući 8 otoka drevnog Japana. Na kraju su iznjedrili oko 800 božanstava.
Izanami je u mukama rađala Kagu-tsuchi-ja, božanstvo vatre, i iz svake njene suze tijekom poroda je izašlo po jedno božanstvo, sve dok na kraju nije preminula od muke i izgorjela. Vidjevši što se dešava, Izangi je u ljutnji sasjekao Kagu-tsuchi-ja na 8 dijelova od kojih je nastalo 8 vulkana. Svoju ženu je pokopao na vrhu planine Hiba, a njen se duh spustio u Yomi, podzemni svijet.
Izangi nije želio živjeti bez svoje voljene i zaputi se u Yomi. Prateći Tamnu stazu
Na žalost stiže prekasno, jer je Iznamni već kušala hranu podzemlja. Ipak se bogovi smiluju Izangiju i dozvole da izvede svoju ženu iz Yomija pod uvjetom da je Izangi bude strpljiv i ne pogleda je u stanju kojem se nalazi. Izanagi ne uspije izdržati iskušenje i baci pogled na svoju bivšu ženu čije se lijepo božanstveno tijelo počelo raspadati. Izanami se naljuti na Izangija što je prekršio obećanje i nanio joj sramotu te pošalje Zle Babe da ga istjeraju iz Yomija.